# Cercospora physospermi
Cercospora physospermi är en svampart som beskrevs av Deighton 1969. Cercospora physospermi ingår i släktet Cercospora och familjen Mycosphaerellaceae.   Inga underarter finns listade i Catalogue of Life.